# Gümüşörgü, Kozluk
Gümüşörgü là một xã thuộc huyện Kozluk, tỉnh Batman, Thổ Nhĩ Kỳ. Dân số thời điểm năm 2011 là 451 người.